# يحيى القزاز
يحيي القزاز (4 مايو 1956 - 18 ديسمبر 2024)، هو كاتب وأكاديمي وأستاذ الجيولوجيا مصري سياسي معارض للنظام وهو من المفكرين السياسيين المعاصرين وعضو بالحركة المصرية من أجل التغيير كفاية. وعضو بحركة 9 مارس لاستقلال الجامعات 

## حياته
وُلد في 4 مايو 1956 من قرية البراهمة، قفط، محافظة قنا.

## مسيرته
انتقد يحيى القزاز الرئيس المصري السابق محمد حسنى مبارك ونظامه في العديد من المقالات
 واعتُقِل أكثر من مرة أثناء مشاركته في المظاهرات والإضرابات ضد النظام وقد شارك بمقالاته في الحشد لثورة 25 يناير مثل «احرقوا أعداءكم ولا تحرقوا أنفسكم» و«رجاء من سيادة الرئيس حسني مبارك» كما كان من أوائل من نزلوا للشّارع مع الشباب الثّوار في هذا اليوم واعتُقِل صباح الخميس الموافق تاريخ 23 أغسطس 2018 بعدة تهم منها إهانة الرئيس 
ثم تم الإفراج عنه ومنعه من التواصل من خلال منصة فيسبوك تحديدا واغلق حسابه واستمر النظام فى التنكيل به وتعرض لتعنت شديد من ادارة الجامعة ومنع من صرف مستحقاته المادية ورغم ذلك لم يستسلم أو يهادن للنظام الحاكم السلطوى واستمر فى الحلم بالأمل فى التغيير السلمى بدعم مرشح المعارضة الشاب البرلمانى السابق أحمد طنطاوى مرشح الأمل ولكن لعبة فرق تسد بين أطياف المعارضة أضاعت الفرصة لتنظيم وتوحيد جهود التغيير السلمى ونجح الرئيس الذى غير الدستور خصيصا ليتسنى له الترشح للمرة الثالثة بالمخالفة الدساتير السابقة ومع مشاهد البلطجة والمنع من استخراج حتى توكيلات الترشيح للمرشح المدنى الشاب بل وتلفيق اتهام له ومؤيديه بتزوير محررات رسمية كتوكيلات غير صادرة عن الشهر العقارى الذى اوصد أبوابه تعنتا تم إعلان الفوز التاريخى المعهود للسيد المستبد المستنير..
ولم ييأس د.القزاز من مشاهد البلطجة وفرض السيطرة وتصدى لما عرف باتحاد القبائل العربية الذى كاد أن يحول البلاد إلى ميلشيات مسلحة واتخذ من منصة تويتر ميدانا جديدا لنشر أفكاره الثورية المستنيرة ومدافعا عن مصالح مصر العليا رافعا شعار #المقاومة هى,الحل
وبداء ينشر مقالاته بعدة منصات أغلبها تقع خارج مصر...هربا من التعليمات الأمنية بمنع صوته ورأيه لما يمثله من معارضة شرسة مزعجة لسدنة النظام من حملة المباشر وجوقة المستفيدين من بيع كل ما يمكنهم بيعه من مقدرات الوطن أراضى وجزر وسواحل ومشاريع ومصانع ومزارع ومؤانى ومطارات وفى ظل قبضة أمنية باطشة وقف د.يحيي القزاز كالفارس الحارس مضحيا بكل ما يملك من تقدير ادبى وعلمى وتعريض نفسه لحملات اعلام فاسد وبطش أمنى بأمانه الشخصى  معتمدا على إيمانه الراسخ وصلابة موقفه وشرفه كصعيدى حر لا يقبل بالصين ابدا..
وللأسف تواصل تعنت النظام معه وبلغت تجاوزات الأجهزة الأمنية مداها بمنع ابنه من العمل بمصر ومنع حتى فرصة سفره للخارج بحثا عن العمل وكانت اقسى تلك الممارسات حين أبلغته السيدة الفاضلة زوجته وابنة عمه بمنعها من السفر مع أقاربها أبناء عمومتهم لأداء مناسك العمرة بالاراصى المقدسة بمطار الأقصر وتم احتجازها حتى أقلعت طائرتها لتعود بعدها إلى القاهرة ويشعر هو بمدى القهر الذى ألت اليه حال الشرفاء من الوطنيين الأحرار فى وقت يرتع فيه الفاسدين  دون حسيب ولا رقيب ..
ورغم ذلك قام بتقديم عدة مناشدات لرأس السلطة ومساعديه ليرفعوا أيديهم عن أسرته وأولاده واستعداده أن يسلم نفسه طواعية لأجهزة الأمن لتسجنه هو لا اسرته..
ومع بداية طوفان الاقصى بالسابع من اكتوبر 2023 اصدار العديد من بيانات التأييد لدعم المقاومة الفلسطينية وناشد السلطات المصرية مرارا السماح للشعب المصرى بالمشاركة فى دعم غزة وأهلها..ولكن ضاعت مناشداته لعقلاء للنظام وحكام الأمة العربية والعالم الاسلامى سدى..بعد ان أصرت القبضة الأمنية المعهودة على مواقفها المتعنتة وتابع عن كثب أحوال الشباب المصرى الذين تم زجهم بالسجون لمجرد المشاركة بوقفة احتجاجية تنديداً بعدوان ادانه العالم أجمع إلا بلاد العرب إلا من رحم ربه من دول الإسناد الذين اتهموا بتشيعهم وموالاتهم لإيران للأسف ومع ازدياد حملات الإعلام المأجور ولجان الذباب الالكترونى ومن على شاكلتها من المطبعين والخانعين ضاع صوت الضمير العربي والإنسانية مما أشعر الرجل بمزيد من القهر ليرحل فجاءة عن عالمنا مترجلا عن صهوة جواده وتاركا غصة وألم شديد بقلب كل تلاميذه ومحبيه من رفاق النضال السلمى بتاريخ ملئ بالمواقف التى تشهد له بالتواضع الجم وحسن الخلق وطيب القلب والثورة فقط على الظلم والفساد والاستبداد..
وكانت جنازته السريعة بمدافن شرق القاهرة وإصرار الأمن على تلقى العزاء من أسرته بدار مناسبات القوات المسلحة بألماظة أخر محاولات الأمن لطمس ذكرى الرجل سريعا ولكن هيهأت فقد اعتبره ثوار يناير أيقونة ثورية واعتبره الكثير منهم شهيد القهر والاستبداد ورفعوا شعاره وميراثه الخالد "المقاومة هى الحل" و أيضا "لست مهزوما مادمت تقاوم" معاهدين الله على استكمال مسيرته النضالية للتغيير السلمى ونيل مصر ما تستحقه من تحقيق لشعار ثورة 25يناير فى العيش والحرية والعدالة الاجتماعية والكرامة الإنسانية.

## وفاته
توفي في18 ديسمبر 2024 عن عمر ناهز 68 عاما.